# Louis Masquelier
Pour les articles homonymes, voir Masquelier.
Louis Masquelier est un compagnon de la Libération né à Paris le 9 mars 1898 et mort à Paris le 30 juillet 1961.

## Biographie
Sorti diplômé de l'École nationale supérieure des arts décoratifs, il est mobilisé durant la Première Guerre mondiale et sert dans l'Infanterie.
Il s'établit comme décorateur en Égypte après la Guerre et débute dans l'aviation.
Il s'engage dans l'armée comme volontaire en 1939 (à 41 ans), refuse l'armistice et rejoint l'Angleterre en juillet 1940 pour s'engager dans les Forces françaises libres (FFL). Il intègre le Groupe réservé de bombardement no 1 (devenu par la suite Groupe de bombardement Lorraine) en décembre 1940, sous le commandement du capitaine Jean Astier de Villatte et prend part à la campagne de Libye. Les avions utilisés sont des bombardiers légers Blenheim et des Douglas A-20 Boston.
Durant la campagne d'Angleterre, et en 1943, à 45 ans, son âge étant assez avancé, il devient « mitrailleur-cinéaste » à la no 1 Film Unit de la Royal Air Force.
Il est affecté au Q.G. des Forces Aériennes de Londres en 1944 et participe, avec Pierre Clostermann et Gallois, à la rédaction du Bulletin des Forces Aériennes en Grande-Bretagne.
Rentré en France après la Guerre, le lieutenant Masquelier quitte l'armée et reprend ses activités de design, de décoration intérieure et d'illustration.

## Décorations
- Officier de la Légion d'honneur
- Compagnon de la Libération (Décret du 28 mai 1945)
- Croix de guerre 1914–1918 (2 citations)
- Croix de guerre 1939–1945